# Anschlag von Şemdinli am 9. Oktober 2016
Der Anschlag von Şemdinli wurde am 9. Oktober 2016 von einem Selbstmordattentäter der PKK mittels Autobombe gegen eine Station der Jandarma ausgeführt. Dabei wurden der Attentäter, zehn Soldaten und fünf Zivilisten getötet sowie 13 Soldaten und 13 Zivilisten verletzt.

## Hergang
Der Anschlag ereignete sich an einem Sonntag, gegen 9:45 Uhr Ortszeit, an einem Kontrollpunkt der Jandarma-Station in Durak, Landkreis Şemdinli, Provinz Hakkâri. Die Station liegt in ländlichem Gebiet zwischen den Städten Şemdinli und Yüksekova, im äußersten Südosten der Türkei, an der Grenze zum Iran und Irak.
Ein Selbstmordattentäter aus der Provinz Van steuerte einen mit rund fünf Tonnen Sprengstoff beladenen Lastwagen in eine Kontrollstelle der Jandarma und sprengte sich in die Luft, wobei ein Krater von etwa sieben Metern Tiefe und zehn- bis fünfzehn Metern Durchmesser entstand. An der Station selbst entstand hoher Sachschaden, zudem wurden rund zehn zivile und militärische Fahrzeuge stark beschädigt. Nachdem zuerst von einer höheren Opferzahl ausgegangen worden war, wurde später der Tod von zehn Soldaten und fünf Zivilisten bestätigt. Darunter befanden sich ein Jugendlicher und ein iranischer Staatsbürger. 26 Personen wurden verletzt und in umliegenden Krankenhäusern behandelt.

## Reaktionen
Die Verantwortung für den Anschlag übernahm die HPG, der bewaffnete Arm der PKK. Grund seien türkische Militäroperationen in der Region und die Haftbedingungen des PKK-Gründers Abdullah Öcalan gewesen. Zudem wurde ein Video des Anschlags veröffentlicht, auf dem auch der Attentäter zu sehen ist.
Ministerpräsident Binali Yıldırım bestätigte den Anschlag als Selbstmordattentat der PKK und gab die Entschlossenheit der Türkei bekannt, alle Formen terroristischer Organisationen zu bekämpfen. Der stellvertretende Ministerpräsident Numan Kurtulmuş gab bekannt, dass die Türkei niemals vor Terrororganisationen kapitulieren werde. Energieminister Berat Albayrak verurteilte den Anschlag auf einer Rede in Istanbul und erinnerte die Länder daran, dass es wichtig sei, eine gemeinsame Haltung gegen Terrorismus einzunehmen. Auch Präsident Recep Erdoğan erklärte in einer schriftlichen Stellungnahme seine Verurteilung des Anschlags und erklärte eine Intensivierung von Maßnahmen zum Schutze der Bürger in der Türkei vor solchen Anschlägen.
Der Sprecher des United States National Security Council, Ned Price, verurteilte den Anschlag auf das Schärfste, ebenso Federica Mogherini, die Hohe Vertreterin der EU für Außen- und Sicherheitspolitik.
Als Reaktion auf den Anschlag startete die türkische Armee eine luftgestützte Operation gegen die PKK, bei der unter anderem Positionen im Landkreis Çukurca bombardiert wurden.